# Blair Davenport
Beatrice St. Clere Priestley (Harrogate, Yorkshire del Norte, Inglaterra, 22 de marzo de 1996) es una luchadora profesional británica. Es conocida por haber trabajado para empresas estadounidenses como WWE, donde se presentó bajo el nombre de Blair Davenport, y All Elite Wrestling, donde laboró como Bea Priestley. También ha destacado por haber luchado en promociones como World of Sport Wrestling, Revolution Pro Wrestling, Progress Wrestling, y World Wonder Ring Stardom.
Priestley ha sido una vez Campeona Mundial de Stardom. También fue dos veces Campeona de las Diosas de Stardom: con Jamie Hayter (en una ocasión) y con Konami (en una ocasión).

## Carrera

### Inicios (2012-2016)
Priestley comenzó a entrenar en las instalaciones de desarrollo neozelandesas de New Zealand Wide Pro Wrestling de Travis Banks, y debutó en la empresa cuando tenía 14 años. Después de cuatro años de perfeccionar sus habilidades en Nueva Zelanda, decidió que quería ser una mejor luchadora; a la edad de 18 años, se mudó de regreso a Inglaterra, donde se mudó a Londres. Mientras estuvo en Inglaterra, se entrenó en el Projo de Progress Wrestling.

### Progress Wrestling (2016-2019)
Priestley hizo su debut en Progress Wrestling el 13 de marzo de 2016, siendo derrotada por Elizabeth. En diciembre de 2016, Priestley participó en el torneo para coronar a la primera Campeona Femenina de Progress donde Priestley perdió ante la eventual ganadora Toni Storm. A lo largo del año de 2017 y 2018, Priestley competiría principalmente en partidos de equipo de seis hombres e incluso tener una rivalidad con Millie McKenzie.

### World Wonder Ring Stardom (2017-2021)
El 14 de octubre de 2017, Priestley hizo su debut en la empresa World Wonder Ring Stardom al ingresar al torneo Goddesses of Stardom Tag League. Días antes de la final del torneo, Priestley desafió sin éxito a Toni Storm por el Campeonato Mundial de SWA y Campeonato Mundial de Stardom en el evento Stardom en Taiwán. Ella terminó ganando el torneo junto con Kelly Klein. Después del torneo, Priestley y Klein desafiaron sin éxito a Hana Kimura y Kagetsu por el Campeonato de las Diosas de Stardom.
El 4 de mayo de 2019 derrotó a Kagetsu para ganar por primera vez el Campeonato Mundial de Stardom.
En enero de 2020, Priestley se unió al miembro de Oedo Tai, Jamie Hayter, para capturar el Campeonato de la Diosa de Stardom, siendo el primer equipo extranjero en ganar los campeonatos. Más tarde se uniría al stable heel "Oedo Tai" después de traicionar a la compañera de Queen's Quest, Momo Watanabe.

### World of Sport (2018-2019)
En las grabaciones del 5 de mayo de 2018 de la recientemente resurgida World of Sport Wrestling, Priestley no pudo ganar el vacante Campeonato Femenino de WOS en un Triple Threat Match contra Kay Lee Ray y Viper. Desafió sin éxito a Ray por el título en episodios subsiguientes en un battle royal y una lucha individual contra Ray tras ser atacada por Viper. El 19 de enero de 2019, en una gira por el programa de WOS, Priestley ganó el título ante Viper.
El 2 de febrero de 2019 Priestley perdió el título ante Viper, después de lo cual dejó la empresa.

### All Elite Wrestling (2019–2020)
El 22 de enero de 2019, se informó que Priestley estuvo cerca de firmar un contrato con All Elite Wrestling después de rechazar el contrato de la WWE. El 27 de febrero de 2019, en el episodio de "Road to Double Or Nothing ", se anunció que Priestley se uniría a la empresa y hará su debut en Fight for the Fallen el 13 de julio de 2019. El 13 de julio, Priestley  debutó en Fight for the Fallen haciendo equipo con Shoko Nakajima quienes derrotaron a Dr. Britt Baker y Riho. El 31 de agosto, Priestley apareció en el evento de All Out de All Elite Wrestling en el pre-show en el Women's Casino Battle Royale por una oportunidad por el Campeonato Mundial Femenino de AEW eliminando a Sadie Gibbs y Awesome Kong y siendo eliminada por Dr. Britt Baker D.M.D. El 8 de octubre en el primer episodio de AEW Dark, Priestley hizo equipo con Penelope Ford donde fueron derrotadas ante Allie y Dr. Britt Baker D.M.D. El 9 de noviembre en el pre-show de Full Gear, Priestley cayo derrotada ante Baker, tras la lucha, ella fue atacada por Awesome Kong y Brandi Rhodes. El 27 de noviembre en Dynamite, Priestley hizo equipo con Emi Sakura derrotando a Hikaru Shida y Kris Statlander. El 17 de diciembre en Dark, Priestley fue derrotada por Kris Statlander.
El 13 de agosto de 2020, Priestley fue despedida de la empresa.

### New Japan Pro-Wrestling (2020-2021)
El 16 de octubre de 2020, Priestley hizo su primera aparición en la New Japan Pro-Wrestling, donde interfirió en el combate de su novio Will Ospreay contra Kazuchika Okada en el G1 Climax.

### WWE (2021–2025)

#### NXT (2022-2024)
El 24 de junio de 2021, se informó que Priestley firmó un contrato con WWE, donde se emitió la viñeta promocionando la llegada de Priestley a la marca con su nuevo nombre de ring revelado como Blair Davenport.
Priestley logró varias victorias hasta conseguir una oportunidad por el Campeonato de Mujeres de NXT UK ante la campeona Meiko Satomura el 6 de enero de 2022, pero fracasó en su intento. Recibiría una revancha por el título en una Japanese Street Fight el 3 de febrero, pero durante la lucha, Priestley se doblaría el tobillo lesionándose legítimamente. La réferi detendría el encuentro, haciendo que Satomura retuviese su campeonato.
En NXT Worlds Collide III, se enfrentó a Meiko Satomura y a Mandy Rose por el Campeonato Femenino de NXT UK y el Campeonato Femenino de NXT en un combate de Unificación, sin embargo perdió.
Hizo su regreso en el episodio de NXT del 30 de mayo de 2023, atacando a Dani Palmer y revelándose como la "Anónima de NXT" que atacaba a las luchadoras tras bastidores, y a la siguiente semana en el episodio de NXT, derrotó a Dani Palmer, más tarde esa misma noche, interfirió en contra de Roxanne Perez durante la Women's Battle Royal atacándola junto a Tatum Paxley después de que Perez fuera eliminada.

#### Roster principal (2024-2025)
En el episodio del 29 de abril de 2024 de Raw, durante la segunda noche del Draft de WWE, Davenport fue ascendida a la marca SmackDown. Hizo su debut en el roster principal en el episodio del 28 de junio de SmackDown, luchando en una ronda clasificatoria para el Money in the Bank femenino contra Indi Hartwell y Naomi, en la que esta última ganó. En el episodio del 2 de agosto de SmackDown, durante un encuentro por los Campeonatos en Parejas entre The Unholy Union (Alba Fyre e Isla Dawn) y Bianca Belair y Jade Cargill, Davenport atacó a Cargill, lo que resultó en que The Unholy Union retuviera su campeonato por descalificación mientras formaba una alianza de corta duración con Davenport. En el episodio del 22 de noviembre de SmackDown, compitió en la primera ronda del torneo para coronar a la Campeona Femenina inaugural de los Estados Unidos, en la que fue derrotada por Chelsea Green.
El 7 de febrero de 2025, Davenport fue liberada de su contrato por WWE.

## Vida personal
Priestley sostuvo una relación con el luchador de New Japan Pro-Wrestling Will Ospreay que terminó en 2021.  Priestley también fue diagnosticada con un tumor cerebral cuando tenía 14 años de edad. Se sometió a cirugía para extirparlo a los 18 años.

## Campeonatos y logros
- What Culture Pro Wrestling / Defiant Wrestling
  - WCPW/Defiant Women's Championship (2 veces)

- Fight Forever Wrestling
  - Fight Forever Women's World Championship (1 vez, actual)

- World of Sport Wrestling
  - WOS Women's Championship (1 vez)

- World Wonder Ring Stardom
  - World of Stardom Championship (1 vez)
  - SWA World Championship (1 vez)
  - Goddess of Stardom Championship (2 veces) – con Jamie Hayter (1) y Konami (1)
  - Artist of Stardom Championship (1 vez) – con Natsuko Tora & Saki Kashima
  - Goddesses of Stardom Tag League (2017) – con Kelly Klein[4]
  - Trios Tag Team Tournament (2019) – con Utami Hayashishita y Viper

- Pro Wrestling Illustrated
  - Situada en el Nº80 en el PWI Female 100 en 2018.
  - Situada en el Nº20 en el PWI Female 100 en 2019.
  - Situada en el Nº37 en el PWI Female 100 en 2020.